# Dage med oldefar
Dage med oldefar er en dansk portrætfilm fra 1988, der er instrueret af Helle Melander efter eget manuskript.

## Handling
En lille pige er på ferie på landet. Hun tror, hun skal kede sig hos oldefar, men det viser sig, at hun får masser af oplevelser, ikke mindst, da et barn fødes på nabogården.